# Sant Carles de la Ràpita
La Ràpita è un comune spagnolo di 11 572 abitanti situato nella comunità autonoma della Catalogna.
La cittadina venne fondata dal re Carlo III di Borbone nella seconda metà del XVIII secolo e dal santo protettore del grande sovrano prese il nome. Nel centro storico si possono ancora ammirare molti edifici pubblici di tipica impronta neoclassica.
All'inizio degli anni sessanta Sant Carles assorbì anche El Pueblo Español (in catalano El Poble Espanyol), località che all'epoca apparteneva al comune di Alcanar.